# Niklaus Stoecklin
Niklaus Stoecklin (* 19. April 1896 in Basel; † 31. Dezember 1982 ebenda) war ein Schweizer Maler und Grafiker. Er gilt als Schweizer Hauptvertreter der Neuen Sachlichkeit und des Magischen Realismus. Mit seinen Frühwerken zählt er zugleich zu deren internationalen Mitbegründern. Daneben ist er auch als weltweit renommierter Plakatgestalter hervorgetreten.

## Leben
Stoecklin war der Sohn des Kaufmanns Johann Niklaus Stoecklin (1859–1923) und der Genoveva Fanny, geborene Müller (1859–1939). Er war der Bruder von Franziska Stoecklin. Bei seinem Onkel Heinrich Müller erlernte er das Handwerk des Kunstmalers. In Basel aufgewachsen, begann er Anfang 1914 ein kurzes Studium an der Kunstgewerbeschule München bei Robert Engels. Dort begann seine Freundschaft mit Alexander Zschokke.

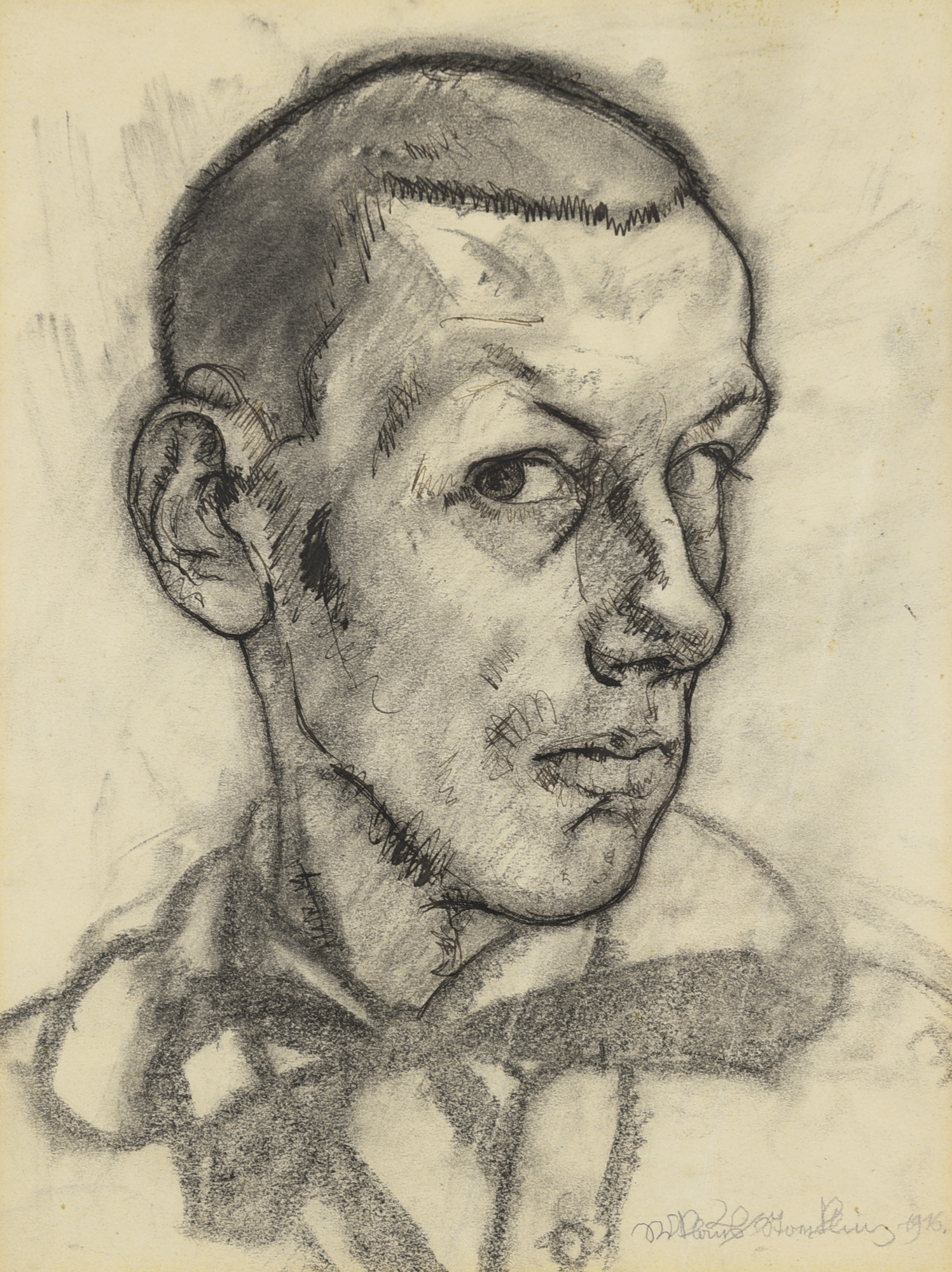
Niklaus Stoecklin Selbstbildnis 1916 Bleistift auf Papier 44,5 × 33,1 cm

Nach Kriegsausbruch kehrte er in die Schweiz zurück, nahm Kurse an der Kunstgewerbeschule Basel, unter anderem bei Burkhard Mangold, und verbrachte seine Aktivdienstzeit im Tessin. Dort entstand sein Gemälde Casa Rossa (1917). Dieses neusachliche Meisterwerk wurde schon 1918 vom Winterthurer Unternehmer Georg Reinhart erworben, seinem frühesten und wichtigsten Sammler, mit den ihn eine lebenslange Freundschaft verband. 1918 war er zusammen mit Alexander Zschokke, Fritz Baumann und Otto Morach Gründungsmitglied der Künstlergruppe Das Neue Leben. Zu seinen damaligen Künstler-Kontakten gehörte auch Ignaz Epper. 1920 hatte er mit Albert Müller ein gemeinsames Atelier in San Gimignano in der Toskana.
1922 heiratete er Elisabeth Schnetzler. 1923 kam die einzige Tochter Noëmi zur Welt. Von 1928 bis zu seinem Tod wohnte er in Riehen. Zu seinen Freunden zählte auch der dort ansässige Maler Jean Jacques Lüscher und dessen Familie. 1944 heiratete Noëmi Stoecklin den jüngsten Lüscher-Sohn, den Zoologen Martin Lüscher.
Im Jahr 1925 war Niklaus Stoecklin einziger Schweizer Vertreter in Gustav Friedrich Hartlaubs Ausstellung Neue Sachlichkeit. Deutsche Malerei seit dem Expressionismus, in der Kunsthalle Mannheim, die der stilistischen Strömung der 1920er und 1930er Jahre ihren Namen gab. 1926 und 1927 reiste er nach Tunesien.
1936 entstand das Wandgemälde Arzneipflanzen im Verwaltungsgebäude der F.Hoffmann-La Roche AG, Basel. Regelmässige Reisen führten den Künstler nach Paris und Venedig, ins Tessiner Dorf Vairano, wo er ein Haus besass, sowie ins Engadin.
Über Jahrzehnte widmete sich Stoecklin auch der Plakatgestaltung. Einige seiner Werke gingen aus Wettbewerben des Kunstkredits Basel-Stadt hervor. Durch seine öffentlichen Werke, unter anderem das Wandbild über dem Aushang der Eheverkündigungen beim Basler Münsterplatz (1920), und durch seinen Einsatz als Laternenmaler für die Basler Fasnacht wurde er zur bekannten Persönlichkeit in Basel. Darüber hinaus schuf er auch einige Briefmarken für die Schweizer Post und illustrierte die Schweizerfibel.

## Schaffen

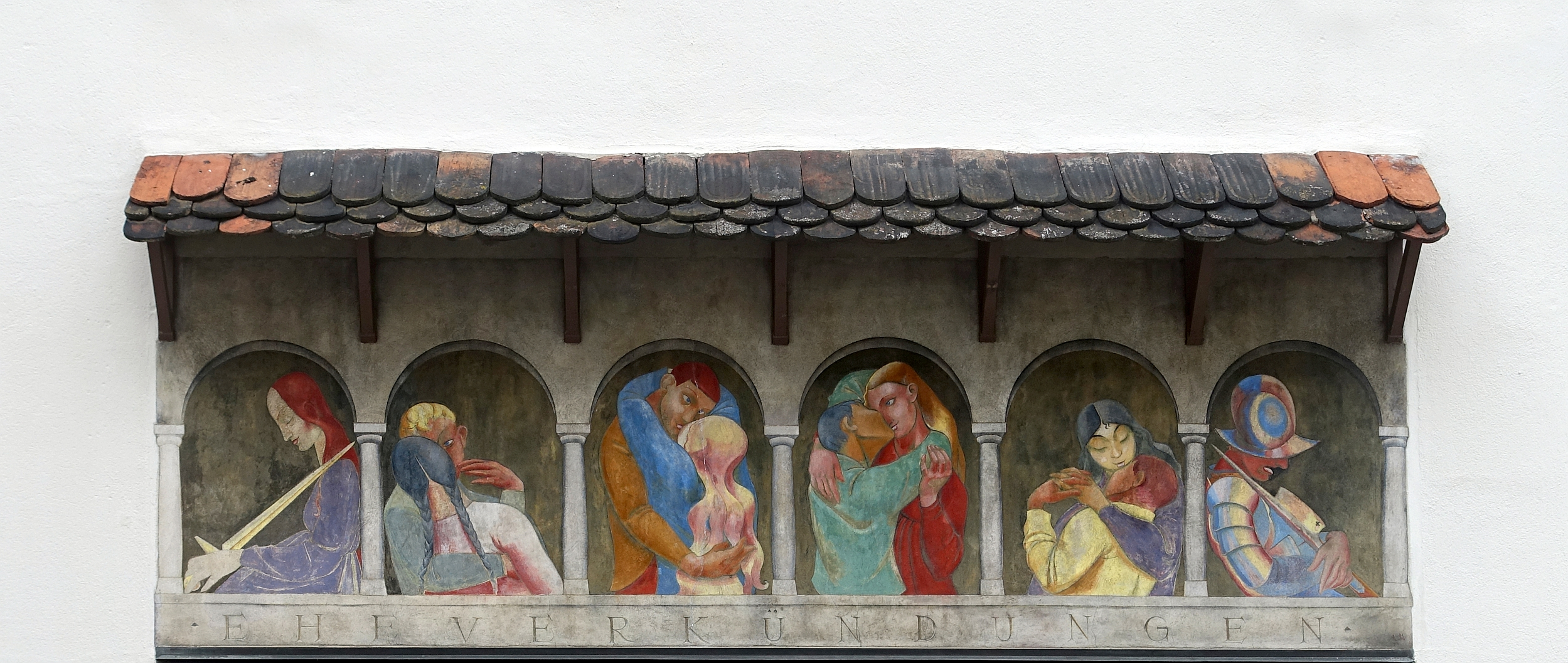
Wandbild Liebespaare, Münsterplatz Basel. Flankiert werden sie links von Lucretia, eine Symbolfigur für eheliche Treue, und rechts von ihrem Gatten.

Auf Wunsch des Vaters begann Stoecklin vorerst eine Lehre als Flachmaler, die er aber schon bald zugunsten einer Kunstausbildung aufgeben durfte. Die handwerkliche Präzision und Schlagkraft der Reklame-Malerei sollte auch sein künstlerisches Schaffen prägen. Als Jugendlicher noch vom damaligen Jugendstil beeinflusst, experimentierte er bis 1920 mit verschiedenen modernen Stilen. Sichtbar sind die Einflüsse von Kubismus, Orphismus und Futurismus; nachweisbar ist Stoecklins Auseinandersetzung mit dem Schaffen von Louis Moilliet, Max Oppenheimer und Fortunato Depero, dessen Kunst er über den Basler Schriftsteller Gilbert Clavel kennenlernte. Ab 1920 konzentrierte er sich auf einen in mehreren Werken bereits 1916 auftretenden Stil eines modernen Realismus, der aufgrund der nüchtern anmutenden Gegenständlichkeit später unter dem Oberbegriff Neue Sachlichkeit bekannt wurde. Innerhalb dieser Strömung gilt Stoecklin als Vertreter des Magischen Realismus; der parallel dazu auftretende Verismus mit seiner provokativen Gesellschaftskritik tritt selten auf.
In Stoecklins neusachlichen Gemälden verbinden sich Einflüsse der Moderne mit solchen der italienischen und nordischen Spätgotik. Prägend war vor allem die Auseinandersetzung mit der Kunst von Konrad Witz, der er im Museum seiner Heimatstadt Basel begegnete. Seine „nachexpressionistische“ Kunst trägt die stiltypischen Züge der Neuen Sachlichkeit: zeichnerische Klarheit, luftleerer Raum, leuchtende Palette, minutiöse Durchführung bis hin zum illusionistischen Trompe-l’œil. Hinter den glatten Oberflächen der alltäglichen Motive verbirgt sich Abgründiges und Hintersinniges. Zentral ist Stoecklins inhaltliche Beschäftigung mit Fragen der menschlichen Existenz zwischen Sein und Schein, Einsamkeit und Sehnsucht. Die „magische“ Wirkung seines Realismus gründet im überlegten Einsatz von Licht und Schatten und Bildraum. Zu den bevorzugten Bildgattungen gehörten Stillleben, Bildnis und (Stadt-)Landschaft. Die betonte Haptik und Frontalität der fast wesenhaft auftretenden Bild-Motive findet sich auch in den gleichzeitigen Sach-Plakaten der 1920er bis 1940er Jahre, in denen er das beworbene Produkt klar und zum Greifen nahe ins Licht rückt.
Seinem Vorbild eiferten in der Werbegrafik der „Basler Schule“ etwa Herbert Leupin oder Stoecklins zeitweiliger Schüler Peter Birkhäuser nach. Einige von Stoecklins Plakaten wie Gaba (1927) oder PKZ (1934) wurden zu Ikonen der internationalen Plakatkunst. Stoecklins neusachlicher Stil wurde nach 1945 durch eine weichere und offenere Malweise abgelöst. Der Künstler blieb aber der Gegenständlichkeit und seinen bisherigen Motiven treu, auch wenn er sie nun von einer zumeist lebensfrohen Seite zeigte. In seinen letzten Schaffensjahren kehrte er in einem schmalen Alterswerk zu den nachdenklichen Inhalten seines früheren Schaffens zurück.

## Rezeption
Bereits Stoecklins Frühwerk aus den 1910er-Jahren fand bei Publikum und Sammlern schnell Anerkennung. Sein Meisterwerk Casa Rossa (1917) wurde 1918 in der deutschen Kunstzeitschrift Das Kunstblatt reproduziert. 1920 hatte er, an der Seite von Giovanni Giacometti und Albert Müller, seine erste grössere Präsentation in der Kunsthalle Basel, wo ihm 1928 auch eine Einzelausstellung gewidmet war. Die erste institutionelle Einzelausstellung fand 1927 im Kunstmuseum Winterthur statt. Schon vor seiner Einladung an die Ausstellung Neue Sachlichkeit 1925 nach Mannheim waren seine Werke in Deutschland zu sehen, 1918 in einer Gruppenausstellung in der Freien Secession Berlin. In den 1920er Jahren häuften sich die musealen Gruppenausstellungen im Nachbarland; seine Gemälde waren nicht nur in Mannheim, sondern auch in Karlsruhe, Dresden, Chemnitz, Hannover und Hamburg zu sehen.
1934 wurden seine Werke erstmals in Paris präsentiert, in der Ausstellung L’Art Suisse contemporain im Jeu de Paume. Die internationale Rezeption des Schaffens kam danach für Jahrzehnte fast ganz zum Erliegen. Dafür fanden erneute Einzelausstellungen im eigenen Land statt: 1940 in der Kunsthalle Basel, 1943 in der Kunsthalle Bern. Nach dem Krieg schloss sich 1959 eine Einzelpräsentation in der Overbeck-Gesellschaft Lübeck an, die aber nicht die erhoffte internationale Wiederentdeckung brachte. Erst mit der Neubewertung der Neuen Sachlichkeit in den 1970er-Jahren setzte Stoecklins europäische Anerkennung als Stil-Begründer ein: In Überblicksausstellungen waren seine Werke in Mailand, Mannheim, Wien oder Berlin zu sehen. 1979 erfolgte seine Wiederentdeckung in der Schweiz mit der Ausstellung Neue Sachlichkeit und Surrealismus in der Schweiz (1979) im Kunstmuseum Winterthur. Hier fand 1997 auch eine Retrospektive statt, die vom Museum für Neue Kunst, Freiburg im Breisgau übernommen wurde. Dank der vom Museum Oskar Reinhart Winterthur konzipierten Übersichtsschau Neu. Sachlich. Schweiz. Malerei der Neuen Sachlichkeit in der Schweiz (2018) wurde der Künstler auch für eine neue Generation zu einem Begriff. Während Stoecklin als Maler und Hauptvertreter der Neuen Sachlichkeit europäischer Ruhm zukommt, hat er als Plakatgestalter Weltrang.

## Werke

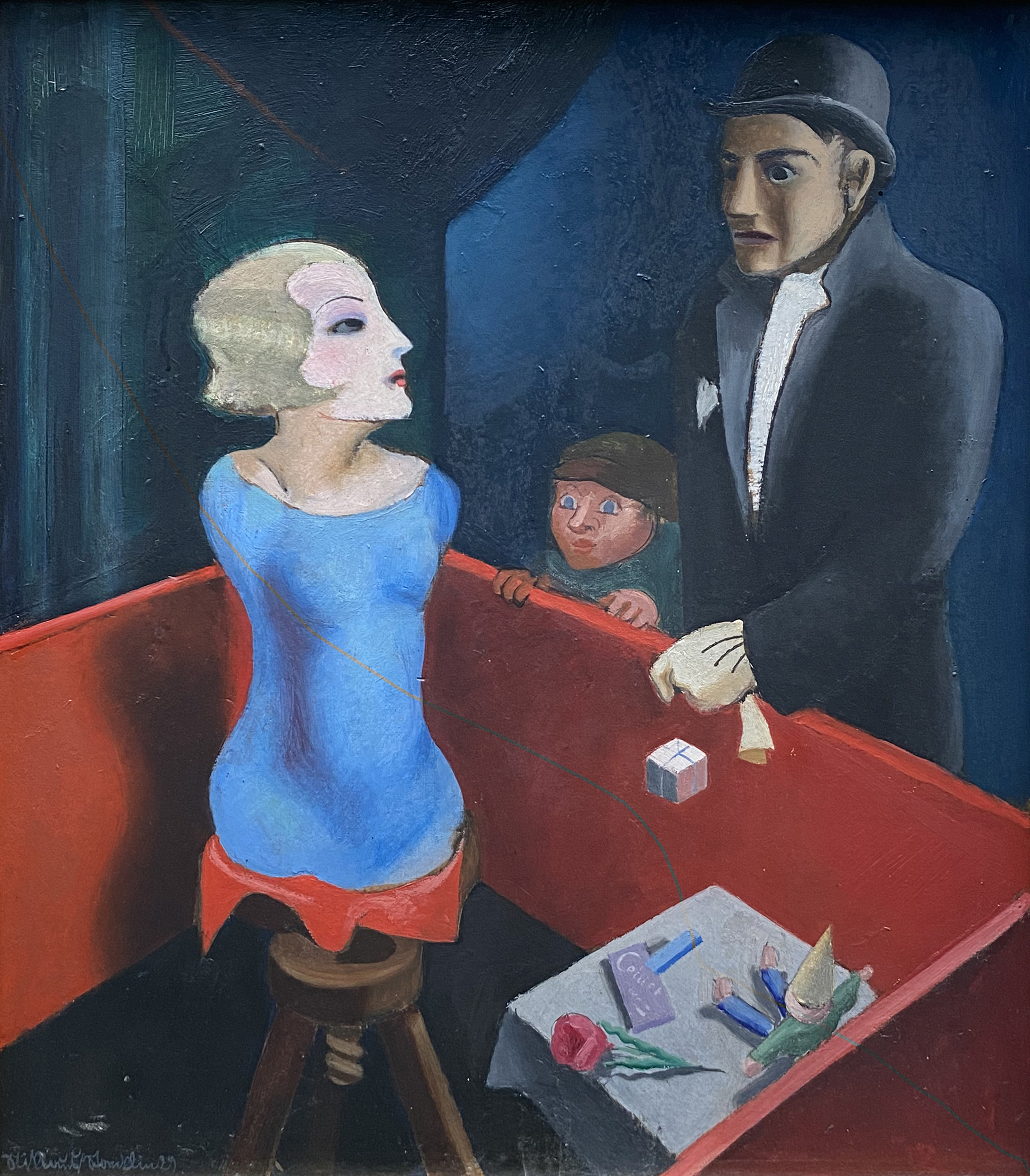
Niklaus Stoecklin Die Dame ohne Unterleib 1929

Stoecklins Schaffen umfasst verschiedene Techniken, neben Malerei, Aquarell, Zeichnung und Lithografie auch Wandgemälde sowie ein grosse Plakatschaffen, das zwischen 1914 und 1971 entstand und 116 Werke umfasst.
Werke befinden sich unter anderem in folgenden öffentlichen Sammlungen: Aargauer Kunsthaus, Aarau; Kunstmuseum Basel; Plakatsammlung der Schule für Gestaltung Basel; Museum für Neue Kunst, Freiburg im Breisgau; Musée Cantonal des Beaux-Arts Lausanne; Museum of Modern Art New York; Kunstmuseum Olten; Museum zu Allerheiligen Schaffhausen; Kunstmuseum Solothurn; Kunst Museum Winterthur; Stiftung für Kunst, Kultur und Gesellschaft, Winterthur; Museum für Gestaltung Zürich; Kunsthaus Zürich.

## Auszeichnungen
- 1958: Kunstpreis der Stadt Basel